# Massimo Ghirotto
Massimo Ghirotto (Boara Pisani, Pàdua, 25 de juny de 1961) és un ciclista italià, ja retirat, que fou professional entre 1983 i 1995. Durant la seva carrera professional aconseguí una vintena de victòries, destacant tres etapes al Giro d'Itàlia, dues al Tour de França i una a la Volta a Espanya. Una vegada retirat va exercir de director esportiu en diferents equips ciclistes, especialment d'equips de ciclisme de muntanya.

## Palmarès
- 1981
  - 1r a l'Astico-Brenta
- 1986
  - Vencedor d'una etapa de la Volta a Suïssa
- 1987
  - 1r al Trofeu Matteotti
  - 1r a la Coppa Placci
  - 1r al Trofeo Baracchi (amb Bruno Leali)
- 1988
  - 1r al Gran Premi de la indústria i l'artesanat de Larciano
  - Vencedor d'una etapa del Tour de França
- 1989
  - Vencedor d'una etapa de la Volta a Espanya
- 1990
  - 1r al Giro del Veneto
  - 1r al Giro dell'Umbria
  - Vencedor d'una etapa del Tour de França
- 1991
  - Vencedor d'una etapa del Giro d'Itàlia
  - Vencedor d'una etapa del Giro del Trentino
- 1992
  - 1r al Giro del Veneto
  - 1r al Tre Valli Varesine
  - 1r a la Wincanton Classic
  - 1r al Memorial Gastone Nencini
- 1993
  - 1r al Tre Valli Varesine
  - Vencedor d'una etapa del Giro d'Itàlia
  - Vencedor d'una etapa de la Volta a la Comunitat Valenciana
- 1994
  - 1r a la Vuelta a los Valles Mineros
  - Vencedor d'una etapa del Giro d'Itàlia

### Resultats al Giro d'Itàlia
- 1985. 125è de la classificació general
- 1986. 29è de la classificació general
- 1987. 60è de la classificació general
- 1988. 18è de la classificació general
- 1989. 68è de la classificació general
- 1990. 34è de la classificació general
- 1991. Abandona. Vencedor d'una etapa
- 1992. 55è de la classificació general
- 1993. 69è de la classificació general. Vencedor d'una etapa
- 1994. 41è de la classificació general. Vencedor d'una etapa
- 1995. 56è de la classificació general

### Resultats al Tour de França
- 1987. 109è de la classificació general
- 1988. 85è de la classificació general Vencedor d'una etapa
- 1990. 95è de la classificació general Vencedor d'una etapa
- 1992. 40è de la classificació general
- 1993. 33è de la classificació general.  1r del Premi de la Combativitat
- 1994. 75è de la classificació general

### Resultats a la Volta a Espanya
- 1989. 76è de la classificació general. Vencedor d'una etapa